# Felix Krivin
Felix Davidovich Krivin (russisch Феликс Давидович Кривин, Felix Dawidowitsch Kriwin, ukrainisch Фелікс Давидович Кривін, Feliks Dawydowytsch Krywin; * 11. Juni 1928 in Mariupol, Ukrainische SSR; † 24. Dezember 2016 in Beʾer Scheva (Israel)) war ein russischer, ukrainischer und israelischer Schriftsteller, Dichter und Kinderbuchautor.

## Leben
Felix Krivin wurde als Sohn eines einer jüdischen Familie entstammenden Berufssoldaten geboren. Seine Kindheit verbrachte er in verschiedenen Städten der Ukraine. Nach dem Tod seines Vaters zog er mit der Mutter und der Schwester nach Odessa, wo er bis zum Anfang des Deutsch-Sowjetischen Kriegs und der darauffolgenden Evakuation nach Taschkent (Usbekistan) lebte. Nach Kriegsende arbeitete er in Ismajil (Ukraine) erst als Bootsjunge, später als Motorentechniker auf einem Lastkahn der Donauschifffahrt.
1946 war er in der regionalen Zeitung „Pridunaiskaja pravda“ tätig, zunächst als Nachtkorrektor – in dieser Zeit erschienen seine ersten Gedichte –, anschließend als Mitarbeiter der Literaturredaktion und später als Journalist im Gebietsrundfunk. Nach Abschluss der Abendschule absolvierte er in Kiew ein Lehrerstudium für russische Sprache und Literatur sowie für Logik und Psychologie. Von 1951 bis 1954 arbeitete er als Lehrer in Mariupol und heiratete dort seine frühere Kommilitonin.
Nach einem achtmonatigen Aufenthalt in Kiew begann er 1955 als Redakteur in der „Zakarpatskoe oblastnoe izdatel’stvo“ in Uschhorod (Ushgorod) zu arbeiten, wo er bis zu seiner Übersiedlung nach Israel im Jahr 1998 lebte. In dieser westukrainischen Stadt verbrachte er mehr als dreißig Jahre. Im Jahre 1962 wurde er Mitglied des ukrainischen Schriftstellerverbands. In dieser Zeit erschien in Moskau sein Buch „V strane veschtschej“ („Im Lande der Sachen“) und in Ushgorod „Karmannaja schkola“ („Die Taschenschule“). Allmählich gewann Krivin mit seinen kurzen Erzählungen und humoristischen Gedichten Popularität und Beliebtheit im gesamten sowjetischen Raum.
In den 1970er Jahren geriet er unter den Druck der sowjetischen Zensur. 1971 wurde ein Teil der Auflage seines Buches „Nachgeahmtes Theater“ aus ideologischen Gründen eingestampft. Erst 1978 erschien in Moskau sein Buch „Giazintovye ostrova“ („Hyazintheninsel“). Seit der Perestroika-Zeit veröffentlichte er mehr als zehn Bücher, darunter „Distrofiki“ („Achtzeiler“, 1996) und „Bryzgi dejstvitel’nosti“ („Spritzer der Wirklichkeit“, 1996).
1998 übersiedelte er mit seiner Familie nach Israel. Zuletzt lebte Felix Krivin in Be’er Scheva.
Felix Krivin war Mitglied des Verbandes russischsprachiger Schriftsteller Israels. Für sein literarisches Schaffen erhielt er Preise der Zeitschriften „Ogonjok“ („Flämmchen“; 1963), „Perez“ („Pfeffer“; 1988) und „Literaturnaja Gazeta“ („Literaturzeitung“; 1988), den ukrainischen Wladimir-Korolenko-Preis (1990) sowie den „Unabhängigen Russischen Literaturpreis“ der Karpatenukraine (2006).
Krivin arbeitete zusammen mit dem namhaften Schauspieler und Conférencier Arkadij Rajkin, für den er Intermedien schrieb. Seine Gedichte wurden von Marina Melamed, Leonid Budko, Igor Sucharewskij, Michail Milmeyster und Olga Melamud vertont.

## Werk
Felix Krivin schrieb über 50 Jahre lang und war Autor von 40 Büchern. Sie enthalten vor allem kurze Erzählungen und Gedichte, Kinderliteratur, phantastische Geschichten, Fabeln, Märchen und Allegorien. Das literarische Werk Felix Krivins zeichnet sich durch eine ironisch-humoristische Poetik, lakonische Ausdrucksweise und den aphoristischen Charakter in der Poesie aus. Der Humor wird in seinem Schaffen zum Bestandteil des künstlerischen Vorgangs. Es entsteht eine philosophische, moralische oder lyrische Aussage, bei der Humor eine wesentliche Rolle spielt – dieser verleiht dem Gedanken eine gewisse Leichtigkeit und verschärft gleichzeitig die Botschaft der Aussage. „Die Tiefe ist eine sehr wichtige Eigenschaft des Humors. Sie soll aber nicht stockfinster sein“ («Глубина – очень важное свойство юмора. Но она не должна быть беспросветной». Im Aufsatz „Zvetotschki-jagodki“; in: „Literaturnoe obozrenie“ 1981, 4, S. 96.). Auch das Wortspiel wird bei Krivin häufig und in allen Facetten verwendet – manchmal wird darauf der ganze Text aufgebaut. Eine weitere Besonderheit seiner Poetik ist die lyrische Stimmung, die im Wechselspiel mit den humoristischen Konnotationen und den philosophischen Gedanken den künstlerischen Stil Krivins bildet.
Felix Krivin führt die humoristisch-satirische Tradition der russischen Literatur weiter. Man kann ihn als einen Nachfolger von Iwan Krylow, Koz’ma Prutkov und Sascha Tschernyj bezeichnen.

## Bibliographie (deutsch)
- Felix Krivin: „Размышление на ветру“/„Gedanken im Wind“. Gedichtband mit 99 Gedichten. Zweisprachige Ausgabe Russisch-Deutsch. Ausgewählt und nachgedichtet von Peter Dehmel. Verlag Regine Dehnel, Berlin 2010, ISBN 978-3-9811352-4-4[2]

## Bibliographie (russisch)
- „Полусказки“ (Poluskaski, „Halbe Märchen“), Ushgorod, 1964.
- „Божественные истории“ (Boschestwennyje istorii, „Göttliche Geschichten“), Moskau, 1966.
- „Учёные сказки“ (Utschonyje skaski, „gelehrte Märchen“), Ushgorod, 1967.
- „Несерьёзные Архимеды“ (Nesserjosnyje Archimedy, „Nicht ernste Archimeden“), Moskau, 1971.
- „Подражание театру“ (Podraschanije teatru, „Nachgeahmtes Theater“), Ushgorod, 1971.
- „Гиацинтовые острова“ (Giazintowyje ostrowa, „Hyazintheninsel“), Moskau, 1978.
- „Слабые мира сего“ (Slabyje mira sewo, „Die schwachen dieser Welt“), Moskau, 1979.
- „Принцесса грамматика или потомки древнего глагола“ (Prinzessa grammatika ili potomki drewnewo glagola, „Die Prinzessin der Grammatik oder Nachkommen eines alten Verbs“), Ushgorod, 1981.
- „Круги на песке“ (Krugi na peske, „Kreise im Sand“), Ushgorod, 1983.
- „Миллион лет до любви“ (Million let do ljubwi, „eine Million Jahre bis zur Liebe“), Ushgorod, 1985.
- „Изобретатель вечности“ (Isobretatel wetschnosti, „Der Erfinder der Ewigkeit“), Moskau, 1985.
- „Хвост павлина“ (Chwost pawlina, „Pfauenschwanz“), Ushgorod, 1988.
- „Я угнал машину времени“ (Ja ugnal maschiny wremeni, „Ich habe Zeitmaschine gestohlen“), Ushgorod, 1992.
- „Завтрашние сказки“ (Sawtraschnije skaski, „Die Märchen vom morgen“), Ushgorod, 1992.
- „Всемирная история в анекдотах“ (Wsemirnaja istorija w anekdotach, „Weltgeschichte in Anekdoten“), Ushgorod, 1993.
- „Тюрьма имени свободы“ (Tjurma imeni swobody, „Ein Gefängnis namens Freiheit“), Ushgorod, 1995.
- „Дистрофики“ (Distrofiki, „Achtzeiler“), Ushgorod, 1996.
- „Брызги действительности“ (Brysgi deistwitelnosti, „Wasserstaub der Wirklichkeit“), Ushgorod, 1996.
- „Полусказки и другие истории“ (Poluskaski i drugije istorii, „Halbe Märchen und die anderen Geschichten“), Ushgorod, 1997.
- „Избранное“ (Isbrannoje, „Ausgewähltes“), Tel Aviv-Jaffa, 1999.
- „Феликс Кривин. Избранное. Антология сатиры и юмора России XX века“, (Felix Kriwin. Isbrannoje. Antologija satiry i jumora Rossii XX weka, „Ausgewähltes. Anthologie Satire und Humor Russlands des XX Jh.“), Band 18, 2001.
- „Полёт Жирафа“ (Poljot Schirafa, „Der Flug der Giraffe“), Ushgorod, 2006.